# Green Flash
„Green Flash” – trzydziesty dziewiąty singel japońskiego zespołu AKB48, wydany w Japonii 4 marca 2015 roku przez You! Be Cool.
Singel został wydany w dziewięciu edycjach: czterech regularnych i czterech limitowanych (Type A, Type S, Type N, Type H) oraz „teatralnej” (CD). Osiągnął 1 pozycję w rankingu Oricon i pozostał na liście przez 23 tygodnie, sprzedał się w nakładzie 1 045 492 egzemplarzy. Singel zdobył status płyty Milion.

## Lista utworów
Wszystkie utwory zostały napisane przez Yasushiego Akimoto.

### Type A
| CD  |                                                                             |                                                                          |                                                                          |      |
| Nr  | Tytuł                                                                       | Kompozycja                                                               | Aranżacja                                                                | Czas |
| 1.  | „Green Flash”                                                               | Carlos K.                                                                | Hiroshi Sasaki                                                           | 4:31 |
| 2.  | „Majisuka Fight” (jap. マジすかFight)                                       | Tomonori Inoue                                                           | Kushita Mine                                                             | 4:07 |
| 3.  | „Haru no hikari chikazuita natsu” (jap. 春の光 近づいた夏) (wyk. AKB48)     | Amber                                                                    | Keigo Yō                                                                 | 4:51 |
| 4.  | „Green Flash” (off vocal ver.)                                              | Carlos K.                                                                | Hiroshi Sasaki                                                           | 4:31 |
| 5.  | „Majisuka Fight” (jap. マジすかFight) (off vocal ver.)                      | Tomonori Inoue                                                           | Kushita Mine                                                             | 4:07 |
| 6.  | „Haru no hikari chikazuita natsu” (jap. 春の光 近づいた夏) (off vocal ver.) | Amber                                                                    | Keigo Yō                                                                 | 4:51 |
| DVD |                                                                             |                                                                          |                                                                          |      |
| Nr  | Tytuł                                                                       | Tytuł                                                                    | Tytuł                                                                    | Czas |
| 1.  | „Green Flash” (Music Video)                                                 | „Green Flash” (Music Video)                                              | „Green Flash” (Music Video)                                              | 4:50 |
| 2.  | „Majisuka Fight” (jap. マジすかFight) (Music Video)                         | „Majisuka Fight” (jap. マジすかFight) (Music Video)                      | „Majisuka Fight” (jap. マジすかFight) (Music Video)                      | 4:08 |
| 3.  | „Haru no hikari chikazuita natsu” (jap. 春の光 近づいた夏) (Music Video)    | „Haru no hikari chikazuita natsu” (jap. 春の光 近づいた夏) (Music Video) | „Haru no hikari chikazuita natsu” (jap. 春の光 近づいた夏) (Music Video) | 4:51 |

### Type S
| CD  |                                                                    |                                                                 |                                                                 |      |
| Nr  | Tytuł                                                              | Kompozycja                                                      | Aranżacja                                                       | Czas |
| 1.  | „Green Flash”                                                      | Carlos K.                                                       | Hiroshi Sasaki                                                  | 4:31 |
| 2.  | „Yankee Rock” (jap. ヤンキーロック)                                | chalaza                                                         | Yūichi "Masa" Nonaka                                            | 4:08 |
| 3.  | „Sekai ga naiteru nara” (jap. 世界が泣いてるなら) (wyk. SKE48)     | Yūma Kawashima                                                  | Yūichi "Masa" Nonaka                                            | 3:30 |
| 4.  | „Green Flash” (off vocal ver.)                                     | Carlos K.                                                       | Hiroshi Sasaki                                                  | 4:31 |
| 5.  | „Yankee Rock” (jap. ヤンキーロック) (off vocal ver.)               | chalaza                                                         | Yūichi "Masa" Nonaka                                            | 4:08 |
| 6.  | „Sekai ga naiteru nara” (jap. 世界が泣いてるなら) (off vocal ver.) | Yūma Kawashima                                                  | Yūichi "Masa" Nonaka                                            | 3:30 |
| DVD |                                                                    |                                                                 |                                                                 |      |
| Nr  | Tytuł                                                              | Tytuł                                                           | Tytuł                                                           | Czas |
| 1.  | „Green Flash” (Music Video)                                        | „Green Flash” (Music Video)                                     | „Green Flash” (Music Video)                                     | 4:50 |
| 2.  | „Yankee Rock” (jap. ヤンキーロック)                                | „Yankee Rock” (jap. ヤンキーロック)                             | „Yankee Rock” (jap. ヤンキーロック)                             | 4:09 |
| 3.  | „Sekai ga naiteru nara” (jap. 世界が泣いてるなら) (Music Video)    | „Sekai ga naiteru nara” (jap. 世界が泣いてるなら) (Music Video) | „Sekai ga naiteru nara” (jap. 世界が泣いてるなら) (Music Video) | 3:57 |

### Type N
| CD  |                                                                         |                                                                      |                                                                      |      |
| Nr  | Tytuł                                                                   | Kompozycja                                                           | Aranżacja                                                            | Czas |
| 1.  | „Green Flash”                                                           | Carlos K.                                                            | Hiroshi Sasaki                                                       | 4:31 |
| 2.  | „Hakimono to kasa no monogatari” (jap. 履物と傘の物語)                  | Shūtarō Katagiri                                                     | Shūtarō Katagiri                                                     | 4:44 |
| 3.  | „Punkish” (jap. パンキッシュ) (wyk. NMB48)                              | Mami Nishijima, Takeru Rikimaru                                      | Mami Nishijima, Takeru Rikimaru                                      | 3:56 |
| 4.  | „Green Flash” (off vocal ver.)                                          | Carlos K.                                                            | Hiroshi Sasaki                                                       | 4:31 |
| 5.  | „Hakimono to kasa no monogatari” (jap. 履物と傘の物語) (off vocal ver.) | Shūtarō Katagiri                                                     | Shūtarō Katagiri                                                     | 4:44 |
| 6.  | „Punkish” (jap. パンキッシュ) (off vocal ver.)                          | Mami Nishijima, Takeru Rikimaru                                      | Mami Nishijima, Takeru Rikimaru                                      | 3:56 |
| DVD |                                                                         |                                                                      |                                                                      |      |
| Nr  | Tytuł                                                                   | Tytuł                                                                | Tytuł                                                                | Czas |
| 1.  | „Green Flash” (Music Video)                                             | „Green Flash” (Music Video)                                          | „Green Flash” (Music Video)                                          | 4:50 |
| 2.  | „Hakimono to kasa no monogatari” (jap. 履物と傘の物語) (Music Video)    | „Hakimono to kasa no monogatari” (jap. 履物と傘の物語) (Music Video) | „Hakimono to kasa no monogatari” (jap. 履物と傘の物語) (Music Video) | 4:48 |
| 3.  | „Punkish” (jap. パンキッシュ) (Music Video)                             | „Punkish” (jap. パンキッシュ) (Music Video)                          | „Punkish” (jap. パンキッシュ) (Music Video)                          | 4:27 |

### Type H
| CD  |                                                                  |                                                               |                                                               |       |
| Nr  | Tytuł                                                            | Kompozycja                                                    | Aranżacja                                                     | Czas  |
| 1.  | „Green Flash”                                                    | Carlos K.                                                     | Hiroshi Sasaki                                                | 4:31  |
| 2.  | „Aisatsu kara hajimeyō” (jap. 挨拶から始めよう) (wyk. Team 8)    | Yūki Kimura                                                   | Yūki Kimura                                                   | 4:10  |
| 3.  | „Otona ressha” (jap. 大人列車) (wyk. HKT48)                      | Daisuke Toyama                                                | Yūichi "Masa" Nonaka                                          | 4:13  |
| 4.  | „Green Flash” (off vocal ver.)                                   | Carlos K.                                                     | Hiroshi Sasaki                                                | 4:31  |
| 5.  | „Aisatsu kara hajimeyō” (jap. 挨拶から始めよう) (off vocal ver.) | Yūki Kimura                                                   | Yūki Kimura                                                   | 4:10  |
| 6.  | „Otona ressha” (jap. 大人列車) (off vocal ver.)                  | Daisuke Toyama                                                | Yūichi "Masa" Nonaka                                          | 4:13  |
| DVD |                                                                  |                                                               |                                                               |       |
| Nr  | Tytuł                                                            | Tytuł                                                         | Tytuł                                                         | Czas  |
| 1.  | „Green Flash” (Music Video)                                      | „Green Flash” (Music Video)                                   | „Green Flash” (Music Video)                                   | 4:50  |
| 2.  | „Aisatsu kara hajimeyō” (jap. 挨拶から始めよう) (Music Video)    | „Aisatsu kara hajimeyō” (jap. 挨拶から始めよう) (Music Video) | „Aisatsu kara hajimeyō” (jap. 挨拶から始めよう) (Music Video) | 4:11  |
| 3.  | „Otona ressha” (jap. 大人列車) (Music Video)                     | „Otona ressha” (jap. 大人列車) (Music Video)                  | „Otona ressha” (jap. 大人列車) (Music Video)                  | 10:26 |

### Wer. teatralna
| CD |                                                                               |                  |                  |      |
| Nr | Tytuł                                                                         | Kompozycja       | Aranżacja        | Czas |
| 1. | „Green Flash”                                                                 | Carlos K.        | Hiroshi Sasaki   | 4:31 |
| 2. | „Hakimono to kasa no monogatari” (jap. 履物と傘の物語)                        | Shūtarō Katagiri | Shūtarō Katagiri | 4:44 |
| 3. | „Hatsukoi no oshibe” (jap. 初恋のおしべ) (wyk. Tentoumu Chu! & Kabutomu Chu!) | NaO, MATCH       | Makoto Wakatabe  | 4:13 |
| 4. | „Green Flash” (off vocal ver.)                                                | Carlos K.        | Hiroshi Sasaki   | 4:31 |
| 5. | „Hakimono to kasa no monogatari” (jap. 履物と傘の物語) (off vocal ver.)       | Shūtarō Katagiri | Shūtarō Katagiri | 4:44 |
| 6. | „Hatsukoi no oshibe” (jap. 初恋のおしべ) (off vocal ver.)                     | NaO, MATCH       | Makoto Wakatabe  | 4:13 |

## Skład zespołu
| „Green Flash” |
| --- |
| - AKB48 Team A: Haruna Kojima (środek), Anna Iriyama, Rina Kawaei, Haruka Shimazaki, Minami Takahashi - AKB48 Team K: Mako Kojima, Yui Yokoyama - AKB48 Team B: Mayu Watanabe - AKB48 Team B / NMB48 Team N: Yuki Kashiwagi (środek) - AKB48 Team 4: Yuria Kizaki - SKE48 Team S / AKB48 Team K: Jurina Matsui - SKE48 Team E / Nogizaka46: Rena Matsui - NMB48 Team N / AKB48 Team K: Sayaka Yamamoto - HKT48 Team H: Rino Sashihara - HKT48 Team KIV / AKB48 Team A: Sakura Miyawaki - Nogizaka46 1st gen / AKB48 Team B: Rina Ikoma |

| „Majisuka Fight” |
| --- |
| - AKB48 Team A: Haruka Shimazaki (środek), Anna Iriyama, Rina Kawaei, Minami Takahashi - AKB48 Team K: Yui Yokoyama - AKB48 Team 4: Yuria Kizaki - NMB48 Team N / AKB48 Team K: Sayaka Yamamoto - NMB48 Team BII / SKE48 Team S: Miyuki Watanabe - HKT48 Team KIV / AKB48 Team A: Sakura Miyawaki (środek) |

| „Haru no hikari chikazuita natsu” |
| --- |
| - AKB48 Team A: Anna Iriyama, Rina Kawaei, Haruna Kojima, Haruka Shimazaki, Minami Takahashi - AKB48 Team K: Rie Kitahara, Mako Kojima, Yui Yokoyama - AKB48 Team B: Mayu Watanabe (środek), Nana Ōwada, Saya Kawamoto - AKB48 Team B / NMB48 Team N: Yuki Kashiwagi - AKB48 Team 4: Rena Katō, Yuria Kizaki, Minami Minegishi, Mion Mukaichi |

| „Yankee Rock” |
| --- |
| - AKB48 Team K: Mako Kojima (środek) - AKB48 Team B: Nana Ōwada (środek), Uchiyama Natsuki, Ryōka Ōshima, Juri Takahashi - AKB48 Team 4: Rena Katō, Mion Mukaichi - SKE48 Team E: Akari Suda, Marika Tani - SKE48 Kenkyūsei: Kaori Matsumura - NMB48 Team M: Miru Shiroma - NMB48 Team M / AKB48 Team A: Fūko Yagura |

| „Sekai ga naiteru nara” |
| --- |
| - SKE48 Team S:a Rion Azum, Ryōha Kitagawa, Ami Miyamae - SKE48 Team S / AKB48 Team K: Jurina Matsui (środek) - SKE48 Team S / SNH48 Team SII: Sae Miyazawa - SKE48 Team KII: Yūna Ego, Mina Ōba, Airi Furukawa - SKE48 Team KII / AKB48 Team A: Nao Furuhata - SKE48 Team KII / NMB48 Team BII: Akane Takayanagi - SKE48 Team E: Sumire Satō, Aya Shibata, Akari Suda, Marika Tani - SKE48 Team E / HKT48 Team KIV: Kanon Kimoto - SKE48 Team E / Nogizaka46: Rena Matsui |

| „Hakimono to kasa no monogatari” |
| --- |
| - AKB48 Team A: Haruna Kojima (środek), Minami Takahashi (środek), Haruka Shimazaki - AKB48 Team K: Yui Yokoyama - AKB48 Team B: Mayu Watanabe - AKB48 Team B / NMB48 Team N: Yuki Kashiwagi - SKE48 Team S / AKB48 Team K: Jurina Matsui - HKT48 Team H: Rino Sashihara |

| „Punkish” |
| --- |
| - NMB48 Team N: Yūka Katō, Kei Jōnishi, Akari Yoshida - NMB48 Team N / AKB48 Team K: Sayaka Yamamoto - NMB48 Team N / AKB48 Team 4: Riho Kotani - NMB48 Team M: Shiroma Miru, Tanigawa Airi, Fujie Reina, Sae Murase - NMB48 Team M / AKB48 Team A: Fūko Yagura - NMB48 Team M / SKE48 Team KII: Nana Yamada - NMB48 Team BII: Miori Ichikawa, Ayaka Umeda, Shū Yabushita - NMB48 Team BII / AKB48 Team 4: Nagisa Shibuya - NMB48 Team BII / SKE48 Team S: Miyuki Watanabe |

| „Aisatsu kara hajimeyō” |
| --- |
| - AKB48 Team 8: Ikumi Nakano (środek), Nagisa Sakaguchi, Yui Yokoyama, Hijiri Tanikawa, Nanami Satō, Tsumugi Hayasaka, Akari Satō, Kasumi Mōgi, Rin Okabe, Hitomi Honda, Maria Shimizu, Ayane Takahashi, Nanase Yoshikawa, Yui Oguri, Erina Oda, Shiori Satō, Ayaka Hidaritomo, Natsuki Fujimura, Yuri Yokomichi, Yuna Hattori, Ai Yamamoto, Haruna Hashimoto, Reina Kita, Kurena Chō, Moeri Kondō, Serika Nagano, Nao Ōta, Nanami Yamada, Ruka Yamamoto, Momoka Ōnishi, Sayuna Hama, Mei Abe, Kotone Hitomi, Yūri Tani, Miu Shitao, Riona Hamamatsu, Yurina Gyōten, Kaoru Takaoka, Natsuki Hirose, Rena Fukuchi, Moeka Iwasaki, Narumi Kuranoo, Miyu Yoshino, Moka Yaguchi, Karin Shimoaoki, Rira Miyazato |

| „Otona ressha” |
| --- |
| - HKT48 Team H: Akiyoshi Yuka, Chihiro Anai, Hiroka Komada, Riko Sakaguchi, Rino Sashihara, Meru Tashima, Miku Tanaka, Natsumi Matsuoka, Nako Yabuki - HKT48 Team H / AKB48 Team K: Haruka Kodama (środek) - HKT48 Team KIV: Aika Ōta, Asuka Tomiyoshi, Aoi Motomura, Madoka Moriyasu - HKT48 Team KIV / AKB48 Team A: Sakura Miyawaki - HKT48 Team KIV / AKB48 Team B: Mio Tomonaga |

| „Hatsukoi no oshibe” |
| --- |
| - AKB48 Team K: Mako Kojima - AKB48 Team B: Natsuki Uchiyama, Hikari Hashimoto - AKB48 Team 4: Nana Okada, Miki Nishino, Mitsuki Maeda - SKE48 Team S: Ryōha Kitagawa - NMB48 Team BII / AKB48 Team 4: Nagisa Shibuya - HKT48 Team H: Meru Tashima - HKT48 Team KIV / AKB48 Team B: Mio Tomonaga |

## Notowania
| Lista                             | Pozycja |
| --------------------------------- | ------- |
| Oricon Weekly Singles Chart       | 1       |
| Oricon Yearly Singles Chart       | 3       |
| Billboard Japan Hot 100           | 1       |
| Billboard Japan Hot Singles Sales | 1       |